# Mangun-myeon
Mangun-myeon (koreanska: 망운면) är en socken  i kommunen Muan-gun i provinsen Södra Jeolla i den sydvästra delen av Sydkorea, 280 km söder om huvudstaden Seoul. Muan International Airport ligger i Mangun-myeon.